# Première circonscription de Laon (1928-1940)
Pour les articles homonymes, voir Première circonscription de Laon.
La première circonscription de Laon est une ancienne circonscription législative de l'Aisne sous la Troisième République de 1928 à 1940.

## Description géographique et démographique
La 1re circonscription de Laon regroupe la partie est de l'arrondissement de Laon. Elle était l'une des 7 circonscriptions législatives du département de l'Aisne.
Créée par la loi 21 juillet 1927, elle regroupait les divisions administratives suivantes : le canton de Craonne, le canton de Laon, le canton de Marle, le canton de Neufchâtel-sur-Aisne, le canton de Rozoy-sur-Serre et le canton de Sissonne.
Elle est une recréation de la 1re circonscription de Laon dans les mêmes limites, supprimée par la loi du 12 juillet 1919,.
La circonscription disparaît de facto, le 10 juillet 1940, avec la fin de la Troisième République et les pleins pouvoirs confiés au maréchal Philippe Pétain.
Au lendemain de la Libération en 1944, elle est officiellement supprimée par l'ordonnance du 17 août 1945 au profit d'une représentation proportionnelle départementale pour l'élection constituante de 1945.

## Historique des députations
| Législature      | Début             | Fin              | Député                    | Parti | Parti | Observation |
| ---------------- | ----------------- | ---------------- | ------------------------- | ----- | ----- | --- |
| XIVe législature | 1er juin 1928     | 31 mai 1932      | Henri Rillart de Verneuil |       | RS    | Conseiller général de Craonne (1910-1940) et maire de Bouconville-Vauclair (1923-1940)                                                                        |
| XVe législature  | 1er juin 1932     | 6 mai 1934       | Henri Rillart de Verneuil |       | RS    | Conseiller général de Craonne (1910-1940) et maire de Bouconville-Vauclair (1923-1940) Démissionnaire à la suite de son élection comme sénateur le 6 mai 1934 |
| XVe législature  | 30 septembre 1934 | 31 mai 1936      | Henry Lenain              |       | FR    | Conseiller général de Marle (1919-1935) et maire de Laon (1929-1935) Élu à la suite d'une élection partielle le 30 septembre 1934                             |
| XVIe législature | 1er juin 1936     | 19 novembre 1941 | Jean Pierre-Bloch         |       | SFIO  | Conseiller général de Marle (1935-1940) Membre du comité directeur de la LICRA (1937-1968)                                                                    |

## Historique des résultats

### Élections de 1928
Les élections législatives françaises de 1928 ont eu lieu les dimanches 22 et 29 avril 1928.
|                | Henri Rillart de Verneuil | FR             | 9 200  | 53,35  |  |  |
|                | Léon Nanquette            | PRRRS          | 4 467  | 25,91  |  |  |
|                | M. Lamy                   | SFIO           | 2 470  | 14,32  |  |  |
|                | Henri Decaux              | PC             | 1 106  | 6,41   |  |  |
|                |                           |                |        |        |  |  |
| Inscrits       | Inscrits                  | Inscrits       | 19 678 | 100,00 |  |  |
| Abstentions    | Abstentions               | Abstentions    | 2 161  | 10,98  |  |  |
| Votants        | Votants                   | Votants        | 17 517 | 89,02  |  |  |
| Blancs et nuls | Blancs et nuls            | Blancs et nuls | 274    | 1,56   |  |  |
| Exprimés       | Exprimés                  | Exprimés       | 17 243 | 98,44  |  |  |

### Élections de 1932
Les élections législatives françaises de 1932 ont eu lieu les dimanches 1er et 8 mai 1932.
| Candidat         | Candidat                  | Parti          | Premier tour | Premier tour | Second tour | Second tour |
| Candidat         | Candidat                  | Parti          | Voix         | %            | Voix        | %           |
| ---------------- | ------------------------- | -------------- | ------------ | ------------ | ----------- | ----------- |
|                  | Henri Rillart de Verneuil | RS             | 8 366        | 48,85        | 8 903       | 52,08       |
|                  | M. Bach                   | PRRRS          | 4 864        | 28,40        | 8 005       | 46,82       |
|                  | Jean Pierre-Bloch         | SFIO           | 3 424        | 19,99        | Retrait     | Retrait     |
|                  | Henri Decaux              | PCF            | 471          | 2,75         | 188         | 1,10        |
|                  |                           |                |              |              |             |             |
| Inscrits         | Inscrits                  | Inscrits       | 19 592       | 100,00       | 19 592      | 100,00      |
| Abstentions      | Abstentions               | Abstentions    | 2 251        | 11,49        | 2 350       | 11,99       |
| Votants          | Votants                   | Votants        | 17 341       | 88,51        | 17 242      | 88,01       |
| Blancs et nuls   | Blancs et nuls            | Blancs et nuls | 216          | 1,25         | 146         | 0,85        |
| Exprimés         | Exprimés                  | Exprimés       | 17 125       | 98,75        | 17 096      | 99,15       |
| * député sortant |                           |                |              |              |             |             |

### Élections de 1936
Les élections législatives françaises de 1936 ont eu lieu les dimanches 26 avril et 3 mai 1936.
| Candidat         | Candidat          | Parti          | Premier tour | Premier tour | Second tour | Second tour |
| Candidat         | Candidat          | Parti          | Voix         | %            | Voix        | %           |
| ---------------- | ----------------- | -------------- | ------------ | ------------ | ----------- | ----------- |
|                  | Jean Pierre-Bloch | SFIO           | 7 027        | 41,65        | 9 279       | 55,08       |
|                  | Henry Lenain*     | FR             | 5 266        | 31,21        | 7 475       | 44,38       |
|                  | M. Clavier        | PRRRS          | 2 820        | 16,72        | Retrait     | Retrait     |
|                  | M. Bouxin         | Divers droite  | 1 211        | 7,18         | 93          | 0,55        |
|                  | Henri Decaux      | PC             | 547          | 3,24         | Retrait     | Retrait     |
|                  |                   |                |              |              |             |             |
| Inscrits         | Inscrits          | Inscrits       | 19 652       | 100,00       | 19 667      | 100,00      |
| Abstentions      | Abstentions       | Abstentions    | 2 470        | 12,57        | 2 437       | 12,39       |
| Votants          | Votants           | Votants        | 17 182       | 87,43        | 17 230      | 87,61       |
| Blancs et nuls   | Blancs et nuls    | Blancs et nuls | 311          | 1,81         | 383         | 2,22        |
| Exprimés         | Exprimés          | Exprimés       | 16 871       | 98,19        | 16 847      | 97,78       |
| * député sortant |                   |                |              |              |             |             |